# Blue Adams
Danny L. "Blue" Adams (n. Miami, 15 de octubre de 1979) es un exjugador estadounidense de fútbol americano que ocupaba la posición de cornerback en la Liga Nacional de Fútbol (del inglés: National Football League) durante el período 2003-2009, y que actualmente es técnico asistente de los Miami Dolphins. Jugó fútbol americano universitario en la Universidad de Cincinnati, siendo reclutado por los Detroit Lions en el Draft de la NFL de 2003. Su debut fue para los Jacksonville Jaguars el mismo año de reclutamiento.
Durante su carrera de CB, Adams ha sido miembro de Jacksonville Jaguars, Chicago Bears, Tampa Bay Buccaneers, Cincinnati Bengals, Atlanta Falcons y Montreal Alouettes. Por otro lado, el 10 de febrero de 2012 fue contratado por los Miami Dolphins como técnico asistente de cornerbacks defensivos, después de haber ocupado la plaza de técnico suplente en University of Northern Iowa durante 2011 y en Purdue University en 2010.